# Copella meinkeni
A Copella meinkeni a sugarasúszójú halak (Actinopterygii) osztályának pontylazacalakúak (Characiformes) rendjébe, ezen belül a Lebiasinidae családjába tartozó faj.

## Előfordulása
A Copella meinkeni a dél-amerikai Brazília és Venezuela folyóiban található meg.

## Megjelenése
Legfeljebb 4,5 centiméter hosszú. A Copella-fajokra jellemző széles, sötét hosszanti sáv hiányzik; az oldalsáv világos. Oldalán 5-6 vörös pont sor látható. A farok alatti úszón és a farokúszón nincsen folt. Ha alkoholban tartósítják, kimegy a színe.

## Életmódja
A Copella meinkeni trópusi, édesvízi halfaj.